# 梅德爾 (銀河鐵道999)
梅德爾（日语：メーテル）是日本動畫及漫畫《銀河鐵道999》的主角，日本配音員是池田昌子。

## 人物
梅德爾是《銀河鐵道999》女主角，充滿秘密的神秘女子。梅德爾給予男主角星野鐵郎車票後，與星野鐵郎展開了旅裎。梅德爾真實身份是機械帝國女王普羅米修母（原千年女王）的女兒，也是女海盜艾美拉達絲的親姐妹。

## 性格
梅德爾是穩重的大人，迷人而神秘的女人，充滿智慧，對於沒有勇氣，只會虛張聲勢、狂妄、輕視生命的人十分憤怒，有時梅德爾也有熱情的表現。在《銀河鐵道999》電視版中，任何人都認識梅德爾，車長則稱為“特別的客人”。

## 外貌
梅德爾是松本零士作品中經常出現的美女，有長長的睫毛，褐色的瞳孔，金色長髮延伸到腰部。梅德爾的微笑，經常帶著憂傷和寂寞的色彩。梅德爾身穿黑色長袖洋裝，頭上戴著帕帕克帽，腳上穿著長靴，她自稱為喪服（悼念已經機械化的母親）。